# Тото Вольфф
Торгер Крістіан «Тото» Вольфф (нім. Torger Christian „Toto“ Wolff; нар. 12 січня 1972 року, Відень) — австрійський інвестор, автогонщик, виконавчий директор автоспортивного підрозділу Mercedes-Benz.

## Біографія
Вольфф народився 12 січня 1972 року у Відні у сім'ї польки та австрійця румунського походження. Вольфф здобув освіту у французькій школі у Відні, незважаючи на те, що не походив із заможної родини. Батькові Вольффа діагностували рак мозку, коли Вольффу було вісім років, згодом його батьки розлучилися. Батько помер від цієї хвороби в підлітковому віці Вольффа.

### Кар'єра гонщика
Вольфф почав гоночну кар'єру в 1992 році в австрійській Формулі Форд, а в сезоні 1994 року перейшов в німецьку. У тому ж році став переможцем гонки 24 години Нюрбургрингу в своїй категорії. Сезон 2002 року Вольфф закінчив на шостому місці в категорії NGT і здобув одну перемогу в Чемпіонаті FIA-GT. У 2003 році Вольфф виграв гонку в Італії в класі GT1. Разом з Карлом Вендлінгером виступав в 2004 році в чемпіонаті FIA-GT. У 2006 році Вольфф став віце-чемпіоном країни в чемпіонаті Австрії з ралі і переможцем гонки 24 години Дубая.
У квітні 2006 року на Північній петлі Нюрбургринга за кермом Porsche 997 GT3 RSR Тото Вольфф встановив новий рекорд кола для автомобілів без турбодвигуна. Він подолав його за 7 хвилин 3 секунди.

### Підприємництво
У 1998 році Тото Вольфф заснував венчурну компанію Marchfifteen, а в 2004 році акціонерне товариство Marchsixteen Investments. Початкові інвестиції були орієнтовані на інтернет-компанії і підприємства, які займалися високими технологіями. З 2003 року Вольфф збільшує інвестиції в промислові і лістингові компанії.
Поточні вкладення спрямовані, серед іншого, на німецьке акціонерне товариство HWA, де до початку 2013 року в раді директорів Тото Вольфф був заступником голови і засновника компанії AMG Ханса Вернера Ауфрехта. У 2007 році Вольфф вивів акції компанії на біржу. HWA відповідає за гоночну програму концерну Mercedes-Benz в DTM, розробляє двигуни для Формули 3 і конструює суперкари Mercedes Benz SLS GT3. Інший об'єкт інвестування — BRR Rally Racing — один з найбільших дилерів в ралійних серіях на території Європи. Команда BRR, пілотом якої був колишній учасник молодіжної програми Red Bull Андреас Айгнер, виграла Чемпіонат світу з ралі в класі Production в 2008 році, а разом з Юхо Ханніненом в 2011 році BRR перемогла в Чемпіонаті світу з ралі в класі Super 2000.
Надалі Тото Вольфф з Мікою Хаккіненом стає співвласником спортивної компанії, яка просувала молодих пілотів, таких як Бруно Спенглер, Олександр Премії і Вальттері Боттас. У листопаді 2009 року Вольфф купує частину пакета акцій і входить до ради директорів британської команди Формули 1 Williams. У лютому 2011 року Вольфф вперше вивів на біржу команду Формули 1. Нею стала Williams Grand Prix Holding PLC. 21 січня 2013 року Тото Вольфф замінив Норберта Хауга на посаді виконавчого директора автоспортивного підрозділу Mercedes-Benz. З 2013 року Вольфф є виконавчим директором у раді директорів. Посаду невиконавчого директора зайняв Нікі Лауда, при цьому Вольфф є власником 30 % акцій Mercedes-Benz Petronas F1 Team.

## Особисте життя
Тото Вольфф і його дружина шотландська гонщиця Сюзі Вольфф живуть в Ерматінге на Боденському озері в Швейцарії.